# Мінбін
Мінбін (Мін Бе, Мін Бін) (бірм. မင်းပင်; 1493 — 11 січня 1554) — 13-й володар араканської держави М'яу-У в 1531—1554 роках. Відомий також як Мін Ба-Ґ'ї (бірм. မင်းဗာကြီ). У бенгальців відомий як Забук-шах. Сприяв новому піднесенню держави, розширивши її кордони та відбивши напади Таунгу.

## Життєпис
Син спадкоємця трону Раза та принцеси Сонанді. Народився у лютому 1493 року, отримавши ім'я Па. Виховувався при дворі свого діда Салінгату, після смерті якого 1502 року батько Па — Раза — став новим володарем держави М'яу-У. Через декілька років Па (або Мінпа), отримав командування над однією з армій.
1513 року батька було повалено старшим братом Мінпа — Газапаті, що став правителем держави. Не відчуваючи себе політично сильним Мінпа не наважився вступити у боротьбу за трон. Вже 1515 року Газапаті було повалено стрийком Мінсо-о. Втім того вже через кілька місяців повалив стриєчний брат Тхазата.
1521 року Мінпа призначають головою провінції в місто Сандовей (фактично губернатором півдня держави). У 1531 році зібравши значні сили та португальських найманців підняв повстання проти правителя Мінхаунга, якого переміг, полонив й стратив. В результаті Мінпа став новим правителем М'яу-У під ім'ям Мінбін.
Спочатку зміцнив владу в державі, змусивши усіх аристократів та залежні князівства принести присягу вірності. 1532 року видав наказ щодо захисту узбережжя від португальських піратів. Водночас вирішив використати послаблення Бенгальського султанату для розширення волоіднь. В результаті кампанії 1532—1533 років захопив Читтагонг і Дакку. разом з тим стикнувся з нападами гірських племен трипурі.
1535 року португальські загони раптово висадилися на узбережжі, невдовзі завдали поразки армії М'яу-У на річці Кандаза, після чого взяли в облогу столицю М'яу-У. Зрештою Мінбін змусив супротивника відступити до узбережжя. Слідом за цим найняв більшість з них на свою службу, створивши загони з вогнепальною зброєю та власний військово-морський флот. Також португальці навчали араканців застосуванню вогнепальної зброї. На честь військових успіхів наказав спорудити в столиці величезний буддистський храмовий комплекс Шиттаунг (при завершенні мав 80 000 зображень Будди).
1540 року уклав військовий союз з Мінхаунгом, володарем П'ї, проти імперії Таунгу. 1541 року надав допомогу союзникові, коли його столицю П'ї взяли в облогу таунгуські війська. 1542 року війська Мінбіна зазнали поразки у битві в ущелині Падаунг, але флот захопив порт Патейн (невдовзі його залишив, не маючи підтримку з суходолу).
Розуміючи неминучість нової війни з Таунгу Мінбін провів плідну роботу зі зміцнення укріплень в державі й насамперед її столиці. 1545 року армія Таунгу виступила проти М'яу-У. Основні ворожі сили рушили на південь, де намісником був брат Мінбіна — Аун Хла. Зрештою вдалося відбити напад. 1546 року відбулося більш потужне вороже вторгнення - супротивник зумів зайняти північну частину держави, підійшовши до столиці. Водночас флот М'яу-У зазнав невдачі у протистоянні з флотом Таунгу. Облога столиці Мінбіна тривала до 1547 року, коли зрештою війська Таунгу почали відступ.
Мінбін уклав союз з Сітху Чавтхіном, правителем Ави, спрямований проти Таунгу. Слідом за цим допоміг тому придушити внутрішні заворушення. В останній роки приділяв увагу зміцненню держави, збережжю захопленних володінь на заході та союзам проти Таунгу. Помер 1554 року. Йому спадкував син Міндікха.